# Coupe d'Afrique des clubs vainqueurs de coupe féminine de volley-ball
 (octobre 2023).
Si vous disposez d'ouvrages ou d'articles de référence ou si vous connaissez des sites web de qualité traitant du thème abordé ici, merci de compléter l'article en donnant les références utiles à sa vérifiabilité et en les liant à la section « Notes et références ».
La Coupe d'Afrique des clubs vainqueurs de coupe était une ancienne compétition de clubs de volley-ball féminin africain.

## Palmarès

### Palmarès par édition
| N° | Édition | Lieu        | Vainqueur    | Finaliste             |
| -- | ------- | ----------- | ------------ | --------------------- |
| 1  | 1989    | La Marsa    | Al Ahly SC   | Zamalek               |
| 2  | 1990    | Le Caire    | Al Ahly SC   | SONEL VB Yaoundé      |
| 3  | 1991    | Blida       | Al Ahly SC   | SONEL VB Yaoundé      |
| 4  | 1992    | Meknès      | MC Alger     | Al Ahly SC            |
| 5  | 1993    | Le Caire    | Al Ahly SC   | Kenya Commercial Bank |
| 6  | 1994    | Tunis       | CS hilalien  |                       |
| 7  | 1995    | Le Caire    | Al Ahly SC   | ASW Béjaïa            |
| 8  | 1996    |             | Al Ahly SC   |                       |
| 9  | 1997    | Le Caire    | Telkom Kenya | Al Ahly SC            |
| 10 | 1998    | Le Caire    | Al Ahly SC   | Telkom Kenya          |
| 11 | 1999    | Nairobi     | Al Ahly SC   | Telkom Kenya          |
| 12 | 2000    | Addis-Abeba | Al Ahly SC   | Pipelines Kenya       |
| 13 | 2001    | Nairobi     | Telkom Kenya | SONEL VB Yaoundé      |
| 14 | 2002    | Alger       | MC Alger     | Telkom Kenya          |

### Palmarès par club
| #  | Clubs                 | Vainqueur | Deuxième | Total |
| -- | --------------------- | --------- | -------- | ----- |
| 1  | Al Ahly SC            | 10        | 2        | 12    |
| 2  | Telekom Kenya         | 2         | 2        | 4     |
| 3  | MC Alger              | 2         |          | 2     |
| 4  | CS hilalien           | 1         |          | 1     |
| 5  | SONEL VB Yaoundé      |           | 3        | 3     |
| 6  | Commercial Bank SC    |           | 1        | 1     |
| 7  | ASW Béjaïa            |           | 1        | 1     |
| 9  | Zamalek Sporting Club |           | 1        | 1     |
| 10 | Kenya Prisons         |           | 1        | 1     |

### Palmarès par nation
| # | Pays     | Vainqueur | Deuxième | Total |
| - | -------- | --------- | -------- | ----- |
| 1 | Égypte   | 10        | 3        | 13    |
| 2 | Kenya    | 2         | 3        | 5     |
| 3 | Algérie  | 2         | 1        | 3     |
| 4 | Tunisie  | 1         |          | 1     |
| 5 | Cameroun |           | 3        | 3     |